# سو بيبودي
سو بيبودي (بالإنجليزية: Sue Peabody)‏ هي كاتِبة ومؤرخة أمريكية، ولدت في 1960.